# Ernst Lert
Ernst Lert pseudonimo di Ernst Joseph Levy Maria (Vienna, 1883 – New York, 1955) è stato un compositore, regista teatrale e scrittore austriaco.

## Biografia
Era il fratello del direttore Richard Lert, sposato con Vicki Baum. 
Ha studiato storia della musica, pianoforte e canto all'Università di Vienna.
Si specializzò come pianista, cantante e strumentista da concerti.
Nel 1909 ottenne l'incarico di regisseur (direttore) del teatro d'Opera di Breslavia; tre anni dopo bissò lo stesso ruolo all'Opera di Lipsia, nel 1919 a Basilea e un anno dopo a Francoforte; nel 1924 entrò a far parte dello staff di regia alla Scala e dal 1929 al Metropolitan di New York.
Dal 1936 al 1938 fu a capo del dipartimento dell'opera del Curtis Institute of Music e dal 1938, dopo essersi trasferito negli Stati Uniti, diresse il dipartimento dell'opera al Peabody Conservatory, a Baltimora. 
Si specializzò nella messa in scena delle opere di Mozart e di opere moderne. 
Ha inoltre diretto la prima mondiale di Amelia Goes to the Ball di Gian Carlo Menotti, presentata il 1 aprile 1937 all'Accademia Musicale di Filadelfia.
Tra le sue composizioni, annoveriamo : romanze e drammi musicali.
Come studioso di musica, Lert ha pubblicato diverse biografie su personaggi musicali degni di nota, tra i quali il musicista tedesco Otto Lohse, e ha scritto il libro Mozart auf dem Theater, pubblicato nel 1918. Ha anche contribuito con articoli a numerose riviste, riviste musicali e giornali.
Scrisse il libretto per Il tenore di Hugo Weisgall (1952) e scrisse il libretto tedesco per Die Kavaliere von Ekeby (I cavalieri di Ekebù) di Riccardo Zandonai.